# Гоя или Трудният път към прозрението
„Гоя или Трудният път към прозрението“ (на немски: Goya oder der arge Weg der Erkenntnis) е роман от немския писател Лион Фойхтвангер (1884 – 1958), публикуван през 1951 г.

## История
След края на Втората световна война за голяма част от немските интелектуалци в емиграция става ясно, че макар националсоциализмът да е победен, кошмарните призраци на насилието и мракобесието продължават да витаят над Западна Европа. Още не са заздравели раните от голямата трагедия, а вече се коват оръжия за нова, мирът изглежда по-крехък от всякога, а изкуството и литературата сякаш са достигнали своята „нулева точка“ в способността си да въздействат срещу човешкото безумие. Разумът, изглежда, спи. През тези години писателят Лион Фойхтвангер, спечелил си световна слава като блестящ исторически романист, започва в своя изгнанически дом сред живописните хълмове на залива Санта Моника в Калифорния книга за испанския художник Франсиско Гоя (1748 – 1828). Сам той отбелязва: „Подтик да напиша романа не бе желанието да прибавя към многобройните биографии на Гоя още една. Онова, което не ме напускаше, докато разглеждах живота и творчеството на великия испанец, беше бавното и мъчително развитие, което ясно проличава в неговата същност и неговото дело.“ А в това развитие се отразява отново взаимоотношението между художника, изкуството и обществото – постоянно жива тема, която занимава Фойхтвангер през всичките му дни. Затова в животоописанието на художника „Гоя или трудният път към прозрението“ той изобразява преди всичко испанската социална действителност от XVIII век. Тук писателят успява да вложи напълно онова, което според него прави един исторически роман значителен: атмосферата и пулса на епохата. Но в тази книга има още нещо и то е същественото: проследявайки „трудния път към прозрението“ на селския син Франсиско Гоя, достигнал върха на успеха в Испания на абсолютния монархизъм, Лион Фойхтвангер внушава извода, че корените на трайното изкуство са в непосредствената връзка с народа, в откликването на неговите тежнения и борби за справедливост.

## Сюжет и анализ
Минало и Настояще
По този начин миналото се прелива в настоящето и романът пресъздава вече не само картината на една отминала епоха, но и тази на днешния ден с всички парещи политически и социални проблеми. Или, както сам писателят заявява, той търси в историята не пепелта, а огъня. Иска да принуди читателя да види съвременността по-ясно, като я погледне отдалеч.
Фойхтвангер търси и открива типологическо съответствие между съдбата на испанския художник и тази на един модерен творец. Открива я преди всичко в сарказма при портретирането на кралското семейство, в жлъчната сатира против нравите на испанската аристокрация и духовенството, заключена в серията от знаменити офорти на Гоя „Капричии“, във възмущението от зверствата на войната, изразено в картините „Битката при Пуерта дел Сол“ и „Разстрел на въстаниците през нощта на 3 май“. Изпитал ужасите и на следвоенната реакция, Гоя изобразява своето потресение в граничните цикли „Тавромахия“ и „Сънища“, а също в странните фрески, с които покрива стените на собствения си дом. Подобно на мнозина съвременни творци, включително писателя Лион Фойхтвангер, Франсиско Гоя е принуден да бяга от страната си и умира в емиграция. Затова книгата обхваща периода от живота на художника, когато се извършва големият прелом в неговото изкуство, годините, когато под напора на Великата френска революция всичко старо и прогнило в западащата Испанска империя се руши, въпреки че външно още са запазени закостенелите форми на живот.
Живото Средновековие
„Към края на осемнадесетото столетие – четем в романа, – почти навсякъде в Западна Европа Средновековието е изживяно. На Иберийския полуостров, заграден от три страни с море и от четвъртата с планини, то обаче все още съществува... Тая страна все така представлява най-архаичната част от континента. Нейните градове, носии, жестовете на нейните обитатели, та дори и техните лица изглеждат на чужденеца странно застинали, същински останки от дълбока древност. А отвъд Пиренеите се намира най-светлата, най-просветената страна на света – Франция“. Там народът е извършил революция, обезглавил е краля, отнел е властта на благородниците и хвърля огромни усилия, за да осъществи идеите на Просвещението. В Испания обаче иберийските традиции са се сковали по трагично-смешен начин. Над тънещия в мизерия народ живее разточително една малка прослойка от аристократи и духовници, които са поставили на трона Карлос IV като „божествен владетел“, а инквизицията с всички потиснически средства на църквата се мъчи да задуши всяка свободолюбива мисъл.
Книгата на Фойхтвангер позволява да бъде прочетена така, че да блеснат в неочаквано осветление съдбоносните съвременни политически и идейни стълкновения. Именно това прави романа многозначен, дълбок, придава му необикновена социална прозорливост. Франсиско Гоя, „човекът с лъвското лице“, произлязъл от народна среда, вече пет години е придворен художник при крал Карлос IV. Той се радва на благоразположението на министър-председателя дон Мануел де Годой, радва се на растящата си слава на художник, на своята тиха, но предана жена Хосефа и на трите си деца. Големци и придворни се тълпят да бъдат рисувани от прочутия портретист. Като артист Гоя се смята незаангажиран в политическите дела, но все пак върши дребни услуги на либералната опозиция, която се бори срещу църквата и трона. В такъв един решителен за него момент той е обхванат от непреодолима страст към демонично красивата и своенравна доня Кайетана де Алба, правнучка на най-кървавия владетел в испанската история. Отношенията му с тази жена, чието дворцово блестящо същество той не може да проумее, и която не разбира неговото изкуство, а също връзките му с либералите го правят подозрителен за Великия инквизитор. Като предупреждение и своеобразно наказание художникът е принуден да присъства на изтезанията на предводителя на свободомислещите. Тогава Гоя давя израз на вътрешния си протест срещу трона и църквата в пет малки картини, от които на зрителя „пламва сърцето и се свива жлъчката“. И все пак той продължава да рисува портрети на членове от кралското семейство. В смъртта на своята дъщеря Гоя вижда наказанието си, но не може да се откаже от живота, който води и от съдбоносната си връзка с капризната и безмилостна доня Кайетана.
Доня Кайетана де Алба
Прелом настъпва в художника, когато създава дълбоко реалистично изображение на испанската действителност в поръчания му групов портрет на кралското семейство. Там той влага всичко, което напира в разбунената му душа. За удивление на всички, въпреки гротескното изображение, картината намира одобрението на монарха, който провъзгласява Гоя за „пръв придворен художник“ и му определя годишно възнаграждение от петдесет хиляди реала. Тогава Гоя заминава в старинния град Санлукар при любимата си доня Кайетана и в дълго сдържания си копнеж по нея я рисува като облечена и гола Маха. Докато я рисува, той обаче прозира в нейната действителна същност; вярвал е, че между двамата няма игра, а истина, страст, пламенност, любов, като в увличащо фанданго, но оказва се, че тя го е лъгала през цялото време, отнасяла се е към него като с кралски шут и палячо. Разривът с любимата жена разтърсва дълбоко Гоя. Изпълнен с погнуса, той се отвръща от измамния свят на двореца и започва да дири истината за живота.
Остаряващият, почти глух майстор се завръща в Мадрид вече не като „пръв художник“ на краля, а като скромно облечен човек от народа. Неговото страдание е изострило погледа му. Сблъскало го е с „непонятните“ явления на действителността. В Сарагоса, града, край който се е родил, Гоя нахвърля върху хартия всички призраци, които разкъсват сърцето му – демони с котешки муцуни, с кукумявчи очи, с криле на прилеп. Тези графики разкриват дълбокия таен страх, който се е разпрострял над страната. А когато инквизицията се противопоставя на публикуването на неговите „Капричии“, художникът се вижда принуден да подари щампите на кралското семейство. Така самата кралска художествена печатница започва да разпространява картините, с които Франсиско Гоя се намесва в политиката и историята на Испания, възприел идеите на своя приятел, писателя Кинтана, че „Изкуството е безсмислено, ако не упражнява въздействие“.
Ето как биографията на Гоя се превръща в „роман за изкуството“ и то в двоен смисъл – веднъж като разказ за съдбата на художника и неговото творчество, а втори път като притча за задачите и предназначението на изкуството в съвременния свят. Затова романът на Лион Фойхтвангер – нека използваме думите на Томас Ман – „радва, вълнува и обогатява“, качество, което притежава само истинското художествено произведение.
- Творби на Гоя, разгледани в романа
- Кралското семейство
- Сънят на разума ражда чудовища